# Sélection d'Afrique de football
La sélection de l’Afrique de football est une sélection non officielle de football, qui a officié en tant que telle lors de la Coupe de l'Indépendance du Brésil, en 1972 ainsi qu'aux Jeux afro-latino-américains en 1973, au Mexique, à Guadalajara.

## Participations

### Coupe de l'Indépendance du Brésil 1972
Dirigé par un ghanéen Charles Kumi Gyamfi, il a pris les meilleurs joueurs africains des années 1960 et du début des années 1970.
Dans le groupe A du tour préliminaire, composé de l'Argentine, de la Colombie, de la France et de la Sélection de la CONCACAF, il termine troisième avec une victoire, un match nul et deux défaites, avec trois buts inscrits et quatre buts encaissés.
Effectif
Voici les joueurs africains sélectionnés pour ce tournoi en 1972 : 
- Edward Acquah
- Hassan Ali
- Attouga
- Tahar Benferhat
- Maxime Camara
- John Eshun
- Édouard Gnacadja
- Louis Gomis
- Miloud Hadefi
- Hany Mostafa
- Malik Jabir
- Petit Sory
- Noël Minga
- François M'Pelé
- Laurent Pokou
- Hassan Shehata
- Tommy Sylvestre
- Jean-Pierre Tokoto

Le personnel encadrant cette sélection est composé de : 
- Charles Kumi Gyamfi
- Cheikh Kouyaté
- Anani Matthia

### Jeux Afro-latino-américains - Mexique 1973
En 1973, une autre sélection africaine est conviée aux Jeux afro-latino-américains , se déroulant au Mexique. Parmi les joueurs sélectionnés, on ne connaît que ceux-ci :
Effectif
- Rachid Dali
- Miloud Hadefi
- Saïd Ouchen [2]
- Abdelhamid Salhi[3]
- Jonas Bahamboula Mbemba [4]
- Hassan Shehata
- John Eshun (capitaine)[5]